# ناحیه مارنیسکو، میشیگان
ناحیه مارنیسکو (به انگلیسی: Marenisco Township) یک منطقهٔ مسکونی در ایالات متحده آمریکا است که در شهرستان گوگبیک، میشیگان واقع شده‌است.
 ناحیه مارنیسکو ۸۴۴٫۰ کیلومتر مربع مساحت و ۱٬۷۲۷ نفر جمعیت دارد و ۴۵۵ متر بالاتر از سطح دریا واقع شده‌است.